# 무호장
무호장(武虎將, Wu Hu Jiang)은 타이완의 보이 밴드이다.

## 구성원
- 호우외
- 반걸
- 소상
- 사유굉정